# Adonis distorta
Adonis distorta — вид квіткових рослин з родини жовтецевих (Ranunculaceae). Видова назва distorta походить від лат. distortus — «деформований».

## Біоморфологічна характеристика
Це невисока багаторічна трав'яниста рослина з вигнутим стеблом. Стеблові листки двоперисті або потрійно перисті. Квітки тільки на верхівці квітконосу, до 45 мм у діаметрі, радіально-симетричні, глибоко чашоподібні, з волохатими чашолистками і блискучими жовтими пелюстками. Квітка має численні жовті тичинки. Період цвітіння: липень і серпень.

## Середовище проживання
Це ендеміком центральних Апеннін в Італії. Його географічний ареал становить 2471 км². Трапляється в адміністративних регіонах Умбрії, Марке, Лаціо та Абруццо. Росте на вапнякових осипах, рідше на більш стабілізованих скелястих схилах між 1845 і 2675 м над рівнем моря.

## Загрози й охорона
Основними загрозами є колекціонування, а також спорт і активний відпочинок на свіжому повітрі, зокрема катання на лижах і моторизовані транспортні засоби.
Цей вид внесений до Додатку II Оселищної директиви та в Додатку I Конвенції про збереження дикої природи та природних середовищ існування в Європі.
Він був зафіксований лише в деяких заповідних територіях центральної частини Апеннін: національних парках Монті Сібілліні, Гран-Сассо-е-Монті-делла-Лага та Маєлла, регіональному парку Сіренте-Веліно та регіональному природному заповіднику Монтань-делла-Дюшеса.